# Lamminjärvi (sjö i Egentliga Finland, lat 60,88, long 21,48)
Lamminjärvi är en sjö i Finland. Den ligger i Pyhäranta kommun i landskapet Egentliga Finland, i den sydvästra delen av landet, 200 km väster om huvudstaden Helsingfors. Lamminjärvi ligger 16 meter över havet. I omgivningarna runt Lamminjärvi växer i huvudsak barrskog. Arean är 13,1 hektar och strandlinjen är 1,82 kilometer lång. Sjön  ingår i Sirppujokis huvudavrinningsområde. 